# Ton Blok
Anthonie Willem (Ton) Blok (Beverwijk, 21 april 1944 - Voorthuizen, 4 april 2021) was een Nederlandse atleet, die gespecialiseerd was op de middellange afstand. In de jaren zestig van de 20e eeuw triomfeerde hij met name op de 800 m. Hij werd op deze afstand tweemaal Nederlands kampioen. Na afloop van zijn atletiekloopbaan werd hij actief in de drafsport, waarin hij met het paard Yellowa vele overwinningen behaalde. Zo won hij onder meer de Grote Prijs der Lage Landen.

## Biografie

### Eerste jeugdtitels
Blok (geen familie van 400 meterloper Anton Blok), die lid was van de Velser atletiekvereniging Suomi, deed al in zijn juniortijd van zich spreken toen hij in 1961, amper zeventien jaar oud, de snelste tijd van het jaar op de klokken bracht op de 600 m, in die tijd een gangbare afstand voor B-junioren (leeftijdscategorie 16/17 jaar). Een jaar later behaalde hij zijn eerste nationale titel door bij de A-junioren Nederlands kampioen te worden op de 1500 m in 3.57,9 s, een nationaal jeugdrecord. In 1963 prolongeerde hij deze titel en liep bij die gelegenheid 3.55,8, een verbetering van zijn eigen record met ruim twee seconden. Daar voegde hij ook nog eens een jeugdrecord op de 3000 m aan toe, welke afstand hij aflegde in 8.38,4.

### Titels bij de senioren
Na zijn overgang naar de senioren in 1963 legde Ton Blok zich vooral toe op de 800 m. Op dit nummer boekte hij in 1966 zijn eerste grote succes door Nederlands kampioen te worden in 1.51,1. Het was een nipte zege die op 20 meter voor de finish nog leek te zijn weggelegd voor Haico Scharn. Totdat deze, de hete adem van Blok in zijn nek voelend, opzij keek en prompt kwam te vallen.
Het beste jaar in zijn atletiekcarrière beleefde Ton Blok in 1967. Niet alleen prolongeerde hij zijn nationale titel op de 800 m, door in Rotterdam na een boemelrace Bram Wassenaar in de eindsprint te verslaan (1.55,8 om 1.56,2), ook toonde hij in dat jaar aan dat hij op dat moment de beste 800 meterloper van Nederland was door bij een andere gelegenheid de klokken stil te zetten op 1.49,0, slechts 0,4 seconde boven het Nederlandse record dat toen op naam stond van Ray van Asten, een Nederlandse atleet die vrijwel uitsluitend in de Verenigde Staten actief was.

### Successen als pikeur
Vanaf 1968 wist Blok zich niet verder te ontwikkelen. Hij werd dat jaar nog wel vijfde op de nationale kampioenschappen in 1.52,6, doch langzaam maar zeker verminderde zijn belangstelling voor de atletieksport en de daaraan verbonden zware trainingen. Daarentegen steeg zijn interesse in de paardensport, met name de drafsport. Blok kocht een paard en begon daarmee aan een lange weg, die hem uiteindelijk aan het eind van de jaren tachtig, begin jaren negentig als pikeur grote successen bracht. De trainingen tijdens zijn atletiekperiode, het gevoel na een aantal tempolopen en tijdens de laatste 100 meter van een 800 meter wedstrijd, kwamen hem geweldig van pas tijdens de trainingen en wedstrijden met zijn paarden in het algemeen en met Yellowa in het bijzonder. Hij won eind jaren tachtig, begin jaren negentig alle kampioenschappen en klassiekers die er in Nederland te winnen waren en gooide ook elders in Europa en Amerika steevast hoge ogen. Geschat wordt, dat Blok in die periode een prijzengeld van meer dan een miljoen gulden bij elkaar moet hebben gereden.

### Maatschappelijke loopbaan
Blok, die aanvankelijk visinkoper van beroep was, maar zich later ontwikkelde tot antiekhandelaar, vestigde zich aan het begin van zijn loopbaan in de paardensport op de Veluwe. Daarna was hij gedurende langere tijd woonachtig in het Belgische Mol en woonde hij zelfs enige tijd in Frankrijk. Ten slotte keerde hij terug naar de Veluwe en was hij woonachtig in Voorthuizen.

### Overlijden
Sinds twee jaar verbleef Blok in een zorginstelling in Voorthuizen, waar hij in 2021 aan de gevolgen van een hersentumor overleed.

## Nederlandse kampioenschappen
| Onderdeel | jaar       |
| --------- | ---------- |
| 800 m     | 1966, 1967 |

## Persoonlijke records
| Onderdeel | Prestatie | Datum            | Plaats     |
| --------- | --------- | ---------------- | ---------- |
| 400 m     | 49,3 s    | 1967             |            |
| 800 m     | 1.49,0    | 16 juli 1967     | Klagenfurt |
| 1000 m    | 2.25,0    | 1966             |            |
| 1500 m    | 3.47,3    | 15 augustus 1965 | Groningen  |
| 3000 m    | 8.34,4    | 1967             |            |

## Atletiek-palmares

### 800 m
- 1962: 4e NK - 1.53,7
- 1966:  NK - 1.51,1
- 1967:  NK - 1.55,8
- 1968: 5e NK - 1.52,6

### 1500 m
- 1963:  NK - 3.55,6
- 1964: 5e NK - 3.54,6
- 1965:  NK - 3.47,3

### veldlopen
- 1961:  Cross van Le Soir (scholieren), Brussel - 12.04
- 1962:  Cross van Le Soir (junioren), Brussel - 20.32
- 1964: 12e NK te Vught (korte cross, 5000 m)
- 1964: 75e Cross van Le Soir, Brussel
- 1965: 4e NK te Lisse (korte cross, 5000 m) - 14.19,2
- 1966:  NK te Apeldoorn (korte cross, 5000 m) - 15.20,5